# Emiel Thienpont
Emilius Leo (Emiel) Thienpont (Gent, 31 augustus 1904 – aldaar, 13 augustus 1978) was een Belgisch zwemmer en waterpoloër. Hij nam eenmaal deel aan de Olympische Spelen. Als zwemmer was hij gespecialiseerd in vrije slag en rugslag. Hij werd ook viermaal Belgisch kampioen in het zwemmen.

## Loopbaan
Thienpont nam in 1924 deel aan de Olympische Spelen. Op de estafette 4 x 200 meter vrije slag werd hij met het Belgische aflossingsteam uitgeschakeld in de reeksen. In 1927 werd hij met het Belgische waterpoloteam derde op de Europese kampioenschappen in Bologna.
Thienpont was ook geselecteerd voor de Olympische Spelen van 1928. Zowel op de 4 x 200 m vrije slag als de 100 m rugslag ging hij niet van start. Op de 100 m rugslag werd hij viermaal Belgisch kampioen.

## Internationaal palmares

### 100 m rugslag
- 1927: 4e EK in Bologna - 1.18,8

### 4 x 200 m vrije slag
- 1924: 3e in reeks OS in Parijs -11.14,8

### Waterpolo
- 1927:  EK in Bologna

## Belgische kampioenschappen
Langebaan
| Onderdeel     | Jaar                   |
| ------------- | ---------------------- |
| 100 m rugslag | 1927, 1929, 1930, 1933 |

## Belgische records

### Kortebaan[2]

#### 200 meter rugslag
| Prestatie | Datum            | Plaats |
| --------- | ---------------- | ------ |
| 2.49,8    | 24 november 1929 | Gent   |